# Звездна еволюция
Звездната еволюция описва промяната на физичните характеристики на звездите с времето. Всяка звезда преминава през три стадия – протозвезда, стабилна фаза (звезда от Главната последователност), мъртва звезда. Продължителността на живота на звездите зависи основно от тяхната маса, като по-масивните звезди имат по-кратък живот от по-малките за сметка на по-интензивните процеси в техните недра. Примерната таблица показва тази зависимост.

## Образуване
Звездите се образуват в газово-прахови облаци, съставени предимно от водород, равновесието в които е нарушено от избухнала наблизо свръхнова или преминала наблизо звезда. Гравитационните сили предизвикват гравитационен колапс, при който облакът намалява значително размерите си и настъпва адиабатно нагряване. Когато температурата във вътрешността стане достатъчно голяма, се отключват термоядрени реакции, чиято енергия уравновесява гравитационните сили и звездата навлиза в стабилния си период.

## Стабилен период
Стабилният период от живота на една звезда продължава от стотици милиони до десетки милиарди години. През това време физичните характеристики на звездата я поставят на Главната последователност на Диаграмата на Херцшпрунг – Ръсел.
Колкото по-масивна е една звезда от Главната последователност, толкова по-силно свети. Най-ярки и масивни са сините гиганти, а най-малки са червени джуджета. Колкото е по-масивна една звезда, толкова по-бързо тя изчерпва водородното си гориво и преминава на следващия еволюционен стадий поради по-интензивните процеси в нейното ядро и по-мощното излъчване.

## Последен стадий
Последния стадий от живота на звездите протича за много по-кратко време в сравнение с другите. Звезди с маси по-малки от Границата на Чандрасекар се превръщат в червени гиганти, които впоследствие загубват най-външните си слоеве, образуващи планетарна мъглявина, докато звездното ядро се превръща в бяло джудже. Звездите с маса по-голяма от {\displaystyle 1,4{\mathcal {M}}_{\odot }{\ddot {a}}} избухват като свръхнови и се превръщат в неутронни звезди или черни дупки. Белите джуджета излъчват светлина известно време, след което се превръщат в плътни тъмни тела. Неутронните звезди са мощен източник на радиовълни. Черните дупки с течение на времето се изпаряват поради ефект, познат като Лъчение на Хокинг.

## Обобщение
| Маса на звездата (в слънчеви маси, {\displaystyle {\mathcal {M}}_{\odot }}) | {\displaystyle 30{\mathcal {M}}_{\odot }} | {\displaystyle 10{\mathcal {M}}_{\odot }} | {\displaystyle 3{\mathcal {M}}_{\odot }} Mo | {\displaystyle 1{\mathcal {M}}_{\odot }} | {\displaystyle 0.3{\mathcal {M}}_{\odot }} |
| --------------------------------------------------------------------------- | ----------------------------------------- | ----------------------------------------- | ------------------------------------------- | ---------------------------------------- | ------------------------------------------ |
| Светимост в стабилния стадий (Слънчева светимост = 1)                       | 10 000                                    | 1000                                      | 100                                         | 1                                        | 0,004                                      |
| Живот на главната последователност (в милиарди години)                      | 0,06                                      | 0,10                                      | 0,30                                        | 10                                       | 800                                        |
| Термоядрените реакции спират до получаване на ядра на                       | желязо                                    | силиций                                   | кислород                                    | въглерод                                 | хелий                                      |
| Преход към краен стадий                                                     | свръхнова                                 | свръхнова                                 | планетарна мъглявина                        | раздуване                                | раздуване                                  |
| Изхвърлена маса                                                             | 24 Mo                                     | 8,5 Mo                                    | 2,2 Mo                                      | 0,3 Mo                                   | 0,01 Mo                                    |
| Съдба на ядрото                                                             | черна дупка                               | неутронна звезда                          | бяло джудже                                 | бяло джудже                              | бяло джудже                                |
| Маса на тялото (в {\displaystyle {\mathcal {M}}_{\odot }})                  | 6                                         | 1,5                                       | 0,8                                         | 0,7                                      | 0,3                                        |
| плътност (за водата = 1)                                                    | 5×1014                                    | 3×1015                                    | 2×107                                       | 107                                      | 106                                        |
| Радиус (в m)                                                                | 17861,44 m                                | 6192,21 m                                 | 2,67×106 m                                  | 3,22×106 m                               | 5,22×106                                   |
| Ускорение на силата на тежестта (в m.s−2)                                   | 2,5×1012                                  | 5,19×1012                                 | 1,49×107                                    | 8,99×106                                 | 1,46×106                                   |
|                                                                             |                                           |                                           |                                             |                                          |                                            |